# Raoul Arnauld de la Perière
Raoul Arnauld de la Perière (* 26. März 1874 in Berlin; † 13. März 1908 in Hamburg) war ein deutscher Schauspieler. 

## Leben
Arnauld de la Perière war der Sohn eines preußischen Offiziers und dessen Ehefrau, der Sängerin Marie Heyrowska; die Schauspielerin Alice Arnauld de la Perière war seine jüngere Schwester. 
Nach dem Wunsch seiner Familie hätte Arnauld de la Perière eine militärische Laufbahn wählen sollen; er entschied sich jedoch fürs Theater. Mit 19 Jahren konnte er 1893 am Stadttheater von Annaberg erfolgreich debütieren. 
Die Jahre 1894 bis 1896 war Arnauld de la Perière am Schauspielhaus Berlin engagiert. Als wichtiges Mitglied dieses Ensembles gastierte er zusammen mit einigen anderen Kollegen im Mai 1896 – anlässlich der Krönungsfeierlichkeiten für Zar Nikolaus II. – in Moskau. 
Zurück in Deutschland war Arnauld de la Perière nacheinander am Theater Lübeck, Stadttheater Liegnitz, Landestheater Detmold, Deutsche Oper am Rhein Düsseldorf, Mariinski-Theater Sankt Petersburg und Internationales Theater Moskau zu sehen. 
1902 nahm Arnauld de la Perière ein festes Engagement am herzoglichen Hoftheater Altenburg an. Später wechselte er an das Stadttheater nach Hamburg und blieb dort bis an sein Lebensende.